# 屠献宸
屠献宸（1606年9月23日—1648年6月22日），原名懿忠，字明初，號天生，浙江寧波府鄞縣人，祖籍直隸常州府無錫縣（今江蘇）。明末抗清志士，官至兵部车驾司主事（一说为职方司主事），“宁波五君子”之一。“五君子”曾联合部分反正清军，密谋光复浙东，因叛徒告密而失败，屠献宸等皆被捕殉国。牺牲后，监国鲁追赠大理寺丞。乾隆时，清廷追谥烈愍。

## 生平
万历三十四年八月二十二日（1606年9月23日）申時，屠献宸出生于浙江宁波府鄞县。

### 少年从学
少年时，为县学生员，才学很高，好讲气节，从学于名儒陈良谟。“甲申之变”时，陈良谟在京师殉节，屠献宸在家中设灵位哭拜，厚赠其家。

### 起兵抗清
弘光元年（1645年）孙嘉绩、熊汝霖等拥立鲁王朱以海监国，屠献宸往投，并散尽家产，招募了一支义军，被授兵部主事。但不久清军大举南下，鲁王兵溃，屠献宸与同乡董德钦返回故里。

### 翻城之役
监国鲁二年（1647年）屠献宸等谋恢复宁波。当时屠家的故宅十分广大，一大半被清军将领占用作为衙门，其中有游击陈天宠、仲谟两人，曾是史可法的部下，欲反正归明，暗中联络上了屠献宸等人，屠献宸又写信给驻扎在四明山区的抗清义军领袖王翊，计划一同起义。当时一起谋划的，还有反清志士华夏、王家勤、杨文琦、董德钦等。屠献宸曾叮嘱华夏要提防小人，而华夏疏于防范，不幸被居乡的降臣谢三宾等告发，与事者皆被捕，被称为“五君子翻城之狱”。监国鲁三年五月初二（1648年6月22日）屠献宸等被清廷杀害，鲁王闻之，追赠大理寺丞，乾隆四十一年（1776年），清廷追谥烈愍。

## 家族
出身名门甬上屠氏。先世有弘治、正德年间的吏部尚书屠滽，嘉靖朝左都御史屠侨等。曾祖父屠大山为嘉靖年间兵部右侍郎。祖父屠本畯，官至湖广辰州府知府，父亲屠惟霖，官至陕西庆阳府宁州同知。母亲闻玄真，是嘉靖朝吏部尚书闻渊的曾孙女。妻子朱万善，夫死自经殉难，并写有遗诗。
有兄屠藎忠、屠葵忠、屠亮忠、屠鼎忠。侄屠孝程为屠藎忠子，曾有人劝说他参加清朝的科举，屠孝程回答说：“我们屠家数代显赫门第，如果出去应试，如何对得起家叔（屠献宸）对明朝的忠诚。”闻者都惊叹不已。
长子屠孝麟，字振趾，效力于鲁王军中，力战殉国。另有侧室陆氏，生次子屠孝宗，三子屠孝来。

## 相关诗词
《追挽屠天生兵部》
明·张煌言
雉坛曾记探阴符，共挽天戈指羯胡。
我似鲁连还抗节，君为翟义竟捐躯。
旄头应避祁连冢，匕首空藏督亢图。
归去延陵须挂剑，只愁零落是楷模。    